# Can Telleda
Can Telleda és una casa important situada a la vall de Sant Tou o Sant Ot, situada uns 200 m més a prop que l'ermita del mateix nom. Can Telleda és aixecada sobre un petit turó sobre la riera, coberta de camps de conreus. S'hi accedeix per un camí que surt en direcció a Roca-rossa i Hortsavinyà, que surt abans d'arribar al km 1 de la carretera Tordera-Fogars.
La casa és de grans dimensions, de tres pisos. Probablement fou construïda al segle xix, ja que és mancada dels elements més característics de les masies. Als laterals hi ha una garita de defensa. Va ser restaurada.
Aquesta casa no devia ser un centre de producció agrícola exclusivament sinó que devia tenir altres interessos econòmics.
Prop de l'hort de fruiters hi ha un molí de vent, de ferro i amb base de totxanes, per a extreure l'aigua del pou.